# Butler B. Hare

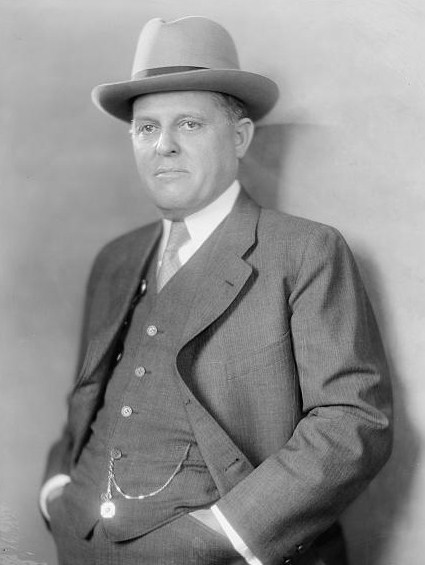
Butler B. Hare

Butler Black Hare (* 25. November 1875 bei Leesville, Edgefield County, South Carolina; † 30. Dezember 1967 in Saluda, South Carolina) war ein US-amerikanischer Politiker. Zwischen 1925 und 1933 sowie nochmals von 1939 bis 1947 vertrat er den Bundesstaat South Carolina im US-Repräsentantenhaus.

## Werdegang
Butler Hare wurde 1875 auf einer Farm im heutigen Saluda County geboren. Er besuchte die öffentlichen Schulen seiner Heimat und danach bis 1899 das Newberry College. Zwischen 1901 und 1903 war er als Lehrer tätig. In den Jahren 1904 und 1905 gehörte er dem Stab der Kongressabgeordneten George W. Croft und Theodore G. Croft an. Von 1906 bis 1908 unterrichtete Hare die Fächer Geschichte und Wirtschaftskunde am Leesville College. In den Jahren 1908 und 1909 arbeitete er für das Bundesarbeitsamt (Bureau of Labor) an einer Studie über Frauen- und Kinderarbeit. Bis 1913 setzte er seine eigene Ausbildung mit einem Studium an der George Washington University in Washington, D.C. fort. Dort studierte er unter anderem Jura.
Nach seiner im Jahr 1913 erfolgten Zulassung als Rechtsanwalt begann er 1915 in Saluda in seinem neuen Beruf zu arbeiten. Zwischen 1911 und 1924 arbeitete er auch für das US-Landwirtschaftsministerium. Gleichzeitig wurde er selbst in der Landwirtschaft tätig. Politisch wurde Hare Mitglied der Demokratischen Partei. 1924 wurde er im zweiten Wahlbezirk von South Carolina in das US-Repräsentantenhaus in Washington gewählt, wo er am 4. März 1925 die Nachfolge von James F. Byrnes antrat. Nach drei Wiederwahlen konnte er bis zum 3. März 1933 vier zusammenhängende Legislaturperioden im Kongress absolvieren. Von 1931 bis 1933 war er Vorsitzender des Committee on Insular Affairs. Kurz vor dem Ende seiner vorläufig letzten Legislaturperiode im Kongress trat der 20. Verfassungszusatz in Kraft, durch den der Beginn der Amtszeiten des Kongresses und des Präsidenten in den Januar vorverlegt wurde. Damit wurde die Zeit zwischen den Wahlen im November und dem Beginn der neuen Legislaturperiode bzw. der neuen Amtszeit verkürzt.
1932 verzichtete Hare auf eine erneute Kandidatur. In der Folge widmete er sich wieder seinen privaten Geschäften. Im Jahr 1938 kehrte er auf die politische Bühne zurück, als er im dritten Distrikt seines Staates erneut in das US-Repräsentantenhaus gewählt wurde. Dort löste er am 3. Januar 1939 John C. Taylor ab. Nach drei Wiederwahlen konnte er bis zum 3. Januar 1947 vier weitere Legislaturperioden im Kongress verbringen. In diese Zeit fielen der Zweite Weltkrieg und nach dessen Ende die Gründung der UNO sowie der Beginn des Kalten Krieges.
Im Jahr 1946 wurde Hare von seiner Partei nicht mehr für eine weitere Amtszeit im Kongress nominiert. Er zog sich daraufhin aus der Politik zurück und arbeitete wieder als Anwalt sowie in der Landwirtschaft. Butler Hare starb am 30. Dezember 1967 in Saluda und wurde dort auch beigesetzt. Sein Sohn James (1918–1966) vertrat zwischen 1949 und 1951 ebenfalls den dritten Bezirk des Staates South Carolina im US-Repräsentantenhaus.